# 地域医療
地域医療（ちいきいりょう、community medicine）とは、病院など医療機関での疾患の治療やケアにとどまらず、地域住民に対する疾患の予防や健康増進のための活動も含む概念である。

## 概略
地域医療において医師および医療従事者は、地域住民全体の幸福を常に考えながら医療活動を行うことが求められる。予防活動は疾病の治療と同等に重視される。医師や医療従事者が地域の住民に働きかけて、疾病の予防や健康の維持、増進のための活動を行うこと。疾病の治療にとどまらず、リハビリテーション、在宅療養のサポート、地域で暮らす高齢者、障害者の支援などの事業、妊婦の保健指導や相談、子育ての支援なども行われる。最近では、在宅の引きこもりの児童から成人などへの関わり等もその活動範囲となる。こうした活動を医療機関が単独で担うのではなく、地域の行政や住民組織と協力してすすめていくことが特徴である。地域医療においては、医師や医療従事者の活動と同等に、地域住民の健康を守る活動が重視されている。地域医療とは、医療を通じて社会の民主化、住民自治を推進し、医師と地域住民が手を取り合ってより良い地域社会を築いていくことをめざす活動である。
長野県にある佐久総合病院の若月俊一は、「医療はすべからく地域医療であるべきで、地域を抜きにした医療はありえない。あえて地域医療というのはいかに地域がないがしろにされているかということの裏返し」と述べている。このように地域医療という概念そのものが、現代の病院中心の医療に対する批判となっている。　
地域医療の中でも、医療資源の特に限られた地域を対象にした最前線の分野に、へき地医療がある。

## 沿革
「地域医療」という概念が提唱され一般化していったのは、長野県にある諏訪中央病院が中心となって主催した地域医療研究会の実践によるところが大きい。諏訪中央病院のお手本になっていたのは、おなじ農村地域で医療を行っていた佐久総合病院などの活動であった。佐久総合病院の若月俊一は、自分たちの活動を農村医療として捉えていた。しかし農村の社会構造の変化にともない、地域での医療活動は農民だけを向いたものではなくなっていた。世界的にも、1978年のアルマ・アタ宣言で、プライマリ・ヘルス・ケアが定義され、医療と健康の問題を住民自治の力で解決しようとする考えが提唱された。1970年代の後半には徐々に、農村医療という呼称にかわるものとして地域医療という概念が醸成されていった。1979年に「地域医療研究会（仮称）準備会」が小規模に開催され、1980年に「地域医療研究会'80」が諏訪中央病院の主管で開催された。ここには、大学の医局から離れて各地で地域医療を行っている医師、地域医療を志す医学生、自治医科大学関係者などが集った。
そこでは地域医療の定義についても討議された。佐久市立国保浅間総合病院の吉沢国雄がこれをまとめ、『地域医療とは包括医療（保健予防、疾病治療、後療法および更生医療）を、地域住民に対して社会的に適応し実践すること』と定義した。その後、『都市での地域医療』、『患者の命と人権』などにテーマは広がっていった。先進的な医療機関では、介護保険施行以前に老人デイケアを行ったり、病院を中核に、医療と福祉が一体化した保健福祉拠点の整備を行ったりするなどの実践を積み重ねながら現在に至っている。
地域医療のテーマに関して概観すれば、80年代には予防と治療の一体化が課題とされ、それが概ね実現された90年代には医療と福祉の一体化が課題となった。最終的には、住民を巻き込んだ予防医療、患者にやさしい医療、医療と継ぎめなく提供される福祉、これらを一体的に提供することが目標になった。地域医療に先進的な医療機関の経験は、地方自治体の保健福祉計画の手本となり、80年代から90年代に、国保病院、国保診療所、厚生連病院などの公的医療機関に波及していった。それに伴い「地域医療」という用語も一般化して用いられるようになった。現在では、国の政策にも取り入れられて、厚生労働省や大学病院も地域医療連携に力を入れている。2000年には、全国に先駆けて東京大学医学部附属病院で「地域医療連携部」の前進である「医療社会福祉部」が設立された。

## 教育
新しい医師臨床研修制度（スーパーローテート）においては、一ヶ月以上の地域医療研修が必須となった。

## 課題
2000年前後から、人口の少ない市町村の自治体病院や、へき地診療所の経営困難が表面化している。これは、いわゆる三位一体の改革で地方交付税を減らされた自治体が、赤字の公立医療機関を支えきれなくなったためである。診療報酬の改訂で、医療機関の収入が減少したことも、この傾向に拍車をかけた。また臨床研修制度の施行に伴う医師不足も深刻で、産婦人科や小児科などでは、診療科の閉鎖が相次いでいる。地域医療の中心となる公的医療機関の体力は、ここ数年で急激に消耗しており、地域医療の提供体制にほころびが生じかねない状態となっている。地域の医療供給体制を維持・発展させるために、あらためて地域の住民との連携や協働が必要になってきている。
地域医療の報道には、色々な文脈で語られている。多くは、「特定地域の医療」や「身近な医療」である（およそ80％）。しかし、「（医療）システム」「総合医」「開業医/病院の医療/制度や行政を含む医療」などを意味することもある。